# Bionde
Bionde (o Bionde di Visegna) è una frazione di circa 700 abitanti del comune di Salizzole (Provincia di Verona).
La frazione è particolarmente nota per la gara ciclistica annuale Vicenza-Bionde.

## Geografia fisica

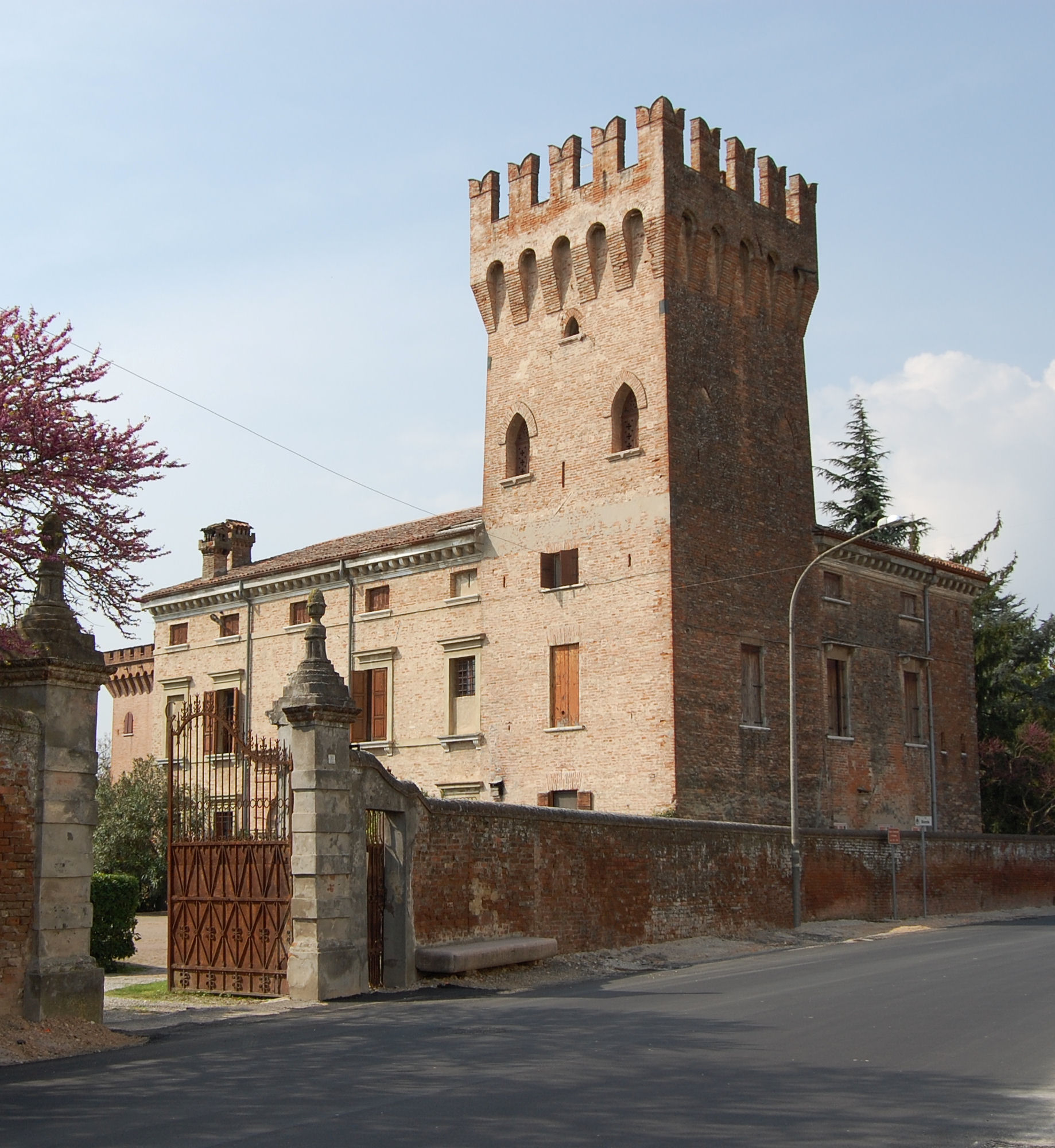
Corte Domenicale Campagna

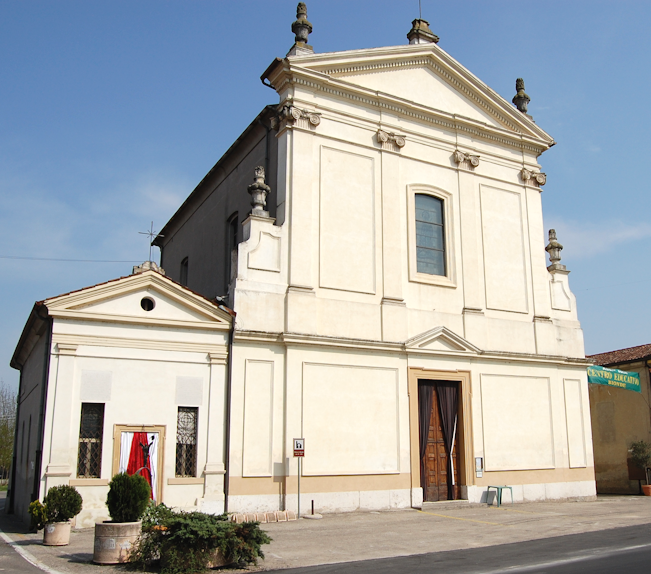
Chiesa di Santa Caterina Martire

Bionde dista 30 chilometri da Verona e da Mantova, praticamente al centro. In poco tempo si può raggiungere il parco divertimenti “Gardaland” e molte altre mete turistiche e di svago o culturali.
Si trova nella zona sud del territorio comunale, a circa 4 chilometri da Salizzole.

## Storia
La frazione di Bionde deve probabilmente il suo nome al termine latino "Blondis Visegna", dove Blondis significa "Bionda" nome di origine longobarda ('pionte') che designava un campo recintato e coltivato, mentre Visegna significa "Vicina", che secondo alcuni deriva dalla vicinanza con la frazione di Engazzà.

## Luoghi d'interesse
- Chiesa di Santa Caterina Martire (XV secolo)
- Villa Da Vico
- Villa Chiaramonte
- Villa Piccoli
- Corte Dominicale Turco Valmarana (detta "Mezzo Palazzo")
- Corte Dominicale Turco Gaioni Cartolari
- Villa Campagna Gaioni Serego Alighieri
- Corte Dominicale Campagna Portalupi ("Il Castello")

## Economia
Nella frazione vengono coltivati i tipici prodotti veronesi, in particolare il grano.